# Heartland III
Heartland III è  il terzo album in studio del gruppo musicale britannica Heartland, pubblicato nel 1996.

## Tracce
1. The Way Of The Buffalo – 5:12
2. Voodoo Eyes – 4:30
3. Ready To Receive – 5:39
4. Law Of The Jungle – 5:29
5. Don't Say Goodbye – 3:28
6. Nothing Left To Lose – 5:00
7. Broken Angel – 5:15
8. Until The Last Man Falls – 3:49
9. One Step At A Time – 3:50
10. When Angels Call – 6:23
11. Waiting For The Big One – 4:11
12. Stranger In This City – 4:11

## Formazione
- Chris Ousey - voce
- Gary Sharp - chitarra
- Steve Morris - basso
- Bert Baldwin - tastiera
- Steve Gibson - batteria